# I promessi sposi (Quartetto Cetra)
I promessi sposi è uno spettacolo parodistico interpretato dal Quartetto Cetra, trasmesso durante il varietà televisivo Al Paradise (1985) di Antonello Falqui, e basato sull'omonimo romanzo di Alessandro Manzoni.

## Trama
Lucia Mondella è promessa sposa di Renzo Tramaglino, entrambi presentati assieme agli altri personaggi da un buffo e goliardico Alessandro Manzoni. Tuttavia il pomposo e nullafacente signorotto don Rodrigo mette loro i bastoni tra le ruote; non resta che appellarsi al canterino don Abbondio che prende la situazione scherzando e bevendo. La storia prosegue, sempre con uno sfondo giocoso e canterino (come ad esempio la canzone "Felicità" cantata da Al Bano e Romina Power durante il colloquio con don Abbondio). Costretti a fuggire per colpa di don Rodrigo, Renzo e Lucia si dividono, l'uno per andare a Milano e l'altra a Monza, per poi riunirsi quando scoppia la peste.

## Lancio in TV
Lo spettacolo ebbe assai successo e fu trasmesso sui canali RAI. Ancora oggi alcuni spezzoni vengono riproposti sul programma vintage serale Techetechete'.